# Mas de l'antic Jardí Botànic
El Mas de l'antic Jardí Botànic és un edifici situat a la muntanya de Montjuïc de Barcelona, inclosa a l'Inventari del Patrimoni Arquitectònic de Catalunya.

## Història
Projectat per l'arquitecte Eduard Maria Balcells i Buïgas, fou construïda per l'Associació de Ramaders per a mostrar a l'Exposició Internacional de 1929 com era la vida rural catalana. Després d'una remodelació el 1940, la masia restà tancada des del 1986 fins al 2003. Actualment, l'Ajuntament de Barcelona i l'Associació d'Amics del Jardí Botànic Històric hi tenen un hort en aquell mateix indret i s'hi organitzen activitats pels infants.

## Descripció
És una masia de tipus basilical i planta quadrada, amb una galeria porxada que sobresurt d'un costat lateral. La façana té finestrals de variats estils, amb golfes amb finestrons d'arquets. El teulat és de quatre vessants. El portal està fet amb dovelles que inclou un emblema de pedra. Està envoltada de jardins, amb predomini de plantes rares i exòtiques.